# Bundesstraße 519
Pour les articles homonymes, voir Route 519.
La Bundesstraße 519 est une Bundesstraße du Land de Hesse.

## Géographie
La B 519 commence au Königsteiner Kreisel à Königstein im Taunus, où se croise la Bundesstraße 455 vers Wiesbaden. Allant vers le sud, la B 519 est initialement sur le tracé de la B 8 avant de bifurquer vers l'est au nord de Kelkheim (Taunus). En continuant vers le sud, la B 519 passe Hofheim am Taunus avant d'atteindre la sortie 11 de la Bundesautobahn 66. La B 40 suit également le même itinéraire jusqu'à Weilbach, mais bifurque ensuite vers l'ouest en direction de Mayence. Au sud de Weilbach, la Bundesautobahn 3 est traversée sans embranchement. Après avoir traversé le Main, l'itinéraire rejoint la Bundesstraße 43, qui sert à traverser Rüsselsheim am Main. La route se termine à la jonction d'autoroute de Rüsselheim-Mitte de la Bundesautobahn 60. La route continue comme une route de campagne en direction de Trebur.

## Histoire
La Bundesstraße 519 est mise en place au milieu des années 1970 et relie Königstein à Hofheim am Taunus sur un itinéraire nouvellement créé à l'extérieur des villes. Une route de contournement à la limite est de Hofheim dans le cadre de la B 519 est prévue depuis longtemps.

## Source
- (de) Cet article est partiellement ou en totalité issu de l’article de Wikipédia en allemand intitulé « Bundesstraße 519 » (voir la liste des auteurs).